# Omar Maute
Omarkhayam Romato Maute (12 de junho de 1980 – 16 de outubro de 2017) foi um militante islamista filipino que co-fundou, junto com seu irmão Abdullah Maute, um grupo Dawlah Islamiyah (estado islâmico) em Mindanau, com base nas Filipinas, comumente conhecido como grupo Maute, devido ao seu sobrenome.

## Infância e educação
Omar Maute nasceu em 12 de junho de 1980. Os irmãos Omar e Abdullah Maute são descendentes de um clã guerreiro Maranao com base em Butig, Lanao do Sul, a cidade onde nasceram e passaram a infância. Eles são filhos de Cayamora e Farhana Maute.
Os irmãos trabalharam no Oriente Médio como Trabalhadores Filipinos no Exterior. Enquanto trabalhavam em escolas seculares na Síria e nos Emirados Árabes Unidos, os irmãos estudaram o Wahhabismo. Omar teria sido educado no Egito.

## Atividade militante

### MILF
Fontes militares filipinas afirmam que o pai dos irmãos, Cayamora Maute, era um alto oficial da Frente de Libertação Islâmica Moro (MILF). Após a MILF começar a se envolver em negociações de paz com o governo filipino, os irmãos criticaram a liderança da MILF e juraram lealdade ao ISIS.

### Grupo Maute
Os Mautes, segundo seus parentes, mais tarde estabeleceram conexões com Ameril Umbra Kato, o fundador dos Combatentes da Liberdade Islâmica de Bangsamoro (BIFF). Os irmãos teriam enviado representantes a Kato depois que o líder do BIFF sofreu um derrame hipertensivo que paralisou a parte esquerda de seu corpo. Após estabelecerem laços com Kato, os Mautes fundaram o grupo Maute. Outros cinco irmãos também se envolveram no grupo, segundo o exército filipino.
Um relatório de fevereiro de 2016 afirmou que os parentes de Omar confirmaram que ele havia sido morto durante o confronto de Butig em fevereiro de 2016, junto com um irmão mais novo chamado Matti. No entanto, este relatório seria desmentido alguns meses depois.

#### Batalha de Marawi
Em maio de 2017, imagens de vídeo encontradas em um celular capturado por tropas do governo filipino durante a Batalha de Marawi indicavam que Omar ainda estava vivo naquela época.
Em 10 de junho de 2017, durante a crise de Marawi, o Exército Filipino afirmou que estava confiante de que a dupla Maute havia sido morta em um tiroteio, embora os detalhes não tenham sido fornecidos. Este relatório foi posteriormente desmentido. Em setembro de 2017, o militar declarou que apenas Omar, entre os sete irmãos Maute, permanecia vivo, pois os outros seis foram mortos em batalha.
Omar Maute foi morto em 16 de outubro de 2017, junto com Isnilon Hapilon.

## Vida pessoal
Dizia-se que Omar Maute era fluente em indonésio e era casado com a filha de um clérigo islâmico conservador indonésio. Os irmãos Maute incluem um terceiro irmão chamado Hashim, que foi detido na prisão da cidade de Marawi até 2016, quando conseguiu escapar.
A mãe dele, Ominta Romato Maute, também conhecida como Farhana Maute, foi descrita por algumas fontes como a financiadora das atividades do grupo Maute, fornecendo logística e recrutando combatentes. Ela foi presa em 9 de junho de 2017, em Lanao do Sul. Seu marido, Cayamora Maute, foi preso no dia anterior na cidade de Davao. Cayamora Maute morreu em agosto de 2017 a caminho do Hospital Distrital de Taguig-Pateros após ter dificuldades para respirar.